# Брути
Брути (словац. Bruty) — село, громада округу Нове Замки, Нітранський край. Кадастрова площа громади — 20.53 км². Протікає Блатнянський потік.
Населення 592 особи (станом на 31 грудня 2019 року).

## Історія
Брути згадуються 1223 року.

## Населення
| Рік:            | 1994. | 2004.   | 2014.    | 2024. |
| --------------- | ----- | ------- | -------- | ----- |
| Кількість осіб: | 734   | 681     | 605      | 605   |
| Різниця:        |       | -7,22 % | -11,16 % | +0 %  |

| Рік:            | 2023. | 2024.   |
| --------------- | ----- | ------- |
| Кількість осіб: | 608   | 605     |
| Різниця:        |       | -0,49 % |